# Mislinja (Slovénie)
 Mislinja  est une commune du nord de la Slovénie située dans la région de la Carinthie.

## Géographie
La région se trouve à proximité du massif montagneux des Karawanken.

### Villages
Les villages qui composent la commune sont Dovže, Gornji Dolič, Kozjak, Mala Mislinja, Mislinja, Paka, Razborca, Srednji Dolič, Šentilj pod Turjakom, Tolsti Vrh pri Mislinji et Završe.

## Démographie
Entre 1999 et 2021, la population de la commune de Mislinja est restée assez stable, légèrement inférieure à 5 000 habitants,.
| 1999  | 2000  | 2001  | 2002  | 2003  | 2004  | 2005  | 2006  | 2007  |
| ----- | ----- | ----- | ----- | ----- | ----- | ----- | ----- | ----- |
| 4 616 | 4 662 | 4 689 | 4 701 | 4 725 | 4 726 | 4 759 | 4 761 | 4 736 |
| 2008  | 2009  | 2010  | 2011  | 2012  | 2013  | 2014  | 2015  | 2016  |
| 4 777 | 4 703 | 4 685 | 4 693 | 4 649 | 4 666 | 4 622 | 4 593 | 4 577 |
| 2017  | 2018  | 2019  | 2020  | 2021  |       |       |       |       |
| 4 561 | 4 557 | 4 544 | 4 566 | 4 520 |       |       |       |       |